# 鐵盒裡的青春：台籍慰安婦的故事
《鐵盒裡的青春—台籍慰安婦的故事》由夏珍編寫，台北市婦女救援基金會採訪紀錄。書中囊括數個臺籍慰安婦的故事。

## 目錄
1. 【序】 公義豈能蒙塵？
2. 【楔子】浮浪人生
3. 【卷一】阿嬤的故事
4. 瓊州悲歌
5. 蓬轉東南
6. 萍飄四方
7. 【卷二】漫漫求償路
8. 【別章】春帆樓下晚濤哀
9. 【特寫王清峰】但願清白在人間
10. 【後記】歷史可以寬恕，不能遺忘！